# Јакотина
Јакотина је насељено мјесто у Босни и Херцеговини у општини Котор Варош, ентитет Република Српска. Према попису становништва из 1991. у насељу је живјело 694 становника.

## Становништво
| Jакотина: Попис 2013: Укупно 25 становника |              |              |              |
| Година пописа                              | 1991.        | 1981.        | 1971.        |
| Хрвати                                     | 520 (74,92%) | 605 (69,86%) | 660 (74,66%) |
| Срби                                       | 172 (24,78%) | 254 (29,33%) | 220 (24,88%) |
| Муслимани                                  | 0            | 7 (0,80%)    | 0            |
| Југославени                                | 0            | 0            | 2 (0,22%)    |
| Oстали и непознато                         | 2 (0,28%)    | 0            | 2 (0,22%)    |
| Укупно                                     | 694          | 866          | 884          |

Према попису становништва из 1991. године, мјесто је имало 694 становника.
| Демографија | Демографија | Демографија |
| Година      | Становника  | Становника  |
| ----------- | ----------- | ----------- |
| 1961.       | 774         |             |
| 1971.       | 884         |             |
| 1981.       | 866         |             |
| 1991.       | 681         |             |